# Abdul Kadiri Mohammed
Abdul Kadiri Mohammed, auch Kadri Mohammed, (* 7. März 1996 in Obuasi) ist ein ghanaischer Fußballspieler.

## Karriere

### Verein
Mohammed begann seine Karriere in seiner Heimatstadt beim AshantiGold SC. Für AshantiGold absolvierte er in der Saison 2016 mindestens 20 Spiele, in denen er einen Treffer erzielte. Im August 2016 wechselte er zum österreichischen Bundesligisten FK Austria Wien, bei dem er einen bis Juni 2020 gültigen Vertrag erhielt.
Im Juli 2018 hätte er leihweise in die Vereinigten Arabischen Emirate zum Baniyas SC wechseln sollen. Der Transfer scheiterte jedoch noch wenige Tage nach der offiziellen Verkündung. Daraufhin wurde sein Vertrag bei der Austria unterbrochen.
Im August 2018 wurde er schließlich nach Russland an Arsenal Tula verliehen. Im selben Monat debütierte er für Tula in der Premjer-Liga, als er am vierten Spieltag der Saison 2018/19 gegen ZSKA Moskau in der 71. Minute für Georgi Kostadinow eingewechselt wurde. Bei einem 2:2-Remis gegen Rubin Kasan im September 2018 erzielte er sein erstes Tor in der höchsten russischen Spielklasse.
Nach dem Ende der Leihe wechselte er zur Saison 2019/20 in die Ukraine zu Dynamo Kiew, wo er einen bis Juni 2023 laufenden Vertrag erhielt.

### Nationalmannschaft
Mohammed wurde im Mai 2016 erstmals ins ghanaische Nationalteam berufen.